# Boeing 737 MAX
A Boeing 737 MAX a Boeing 737 negyedik generációja, egy keskenytörzsű repülőgép, amelyet a Boeing Commercial Airplanes gyárt. A Boeing 737 Next Generation (NG) típust követi, és az Airbus A320neo családdal versenyez. A sorozatot 2011 augusztusában jelentették be, 2016 januárjában repült először, és 2017 márciusában kapta meg az Egyesült Államok Szövetségi Légügyi Hivatalának (FAA) tanúsítványát. Az első 737 MAX 8-at a Malindo Air vehette át és kezdte üzemeltetni 2017 májusában. A 737 MAX korábbi 737-es modellekre épül, hatékonyabb CFM International LEAP hajtóművekkel, aerodinamikai változtatásokkal, beleértve a jellegzetes osztott végű szárnyvégeket, valamint szerkezeti módosításokkal.
A 737 MAX sorozat négy változatban érhető el, amelyek kétosztályos konfigurációban 138-tól 204 férőhelyig terjednek, és 3 300-tól 3 850 tengeri mérföldig [nmi] (6 110-től 7 130 km-ig; 3 800-tól 4 430 mérföldig) terjedő hatótávolságúak. A 737 MAX 7, MAX 8 és MAX 9 a 737-700, -800 és -900 típusokat kívánja felváltani, míg egy tovább nyújtott változat, a 737 MAX 10 is elérhető. Azonban 2024 októberéig a MAX 7 és a MAX 10 még nem kapta meg a tanúsítást, és az FAA nem adott időpontot az engedélyezésre. 2024 augusztusáig a 737 MAX-nak 4 729 ki nem szállított rendelése és 1 618 szállítása van.
A 737 MAX két halálos balesetben volt érintett: a Lion Air 610-es járatán 2018 végén, és az Ethiopian Airlines 302-es járatán 2019 elején, amelyekben összesen 346 ember vesztette életét. A balesetekhez hozzájárult a Manőverezési Jellemzők Kiegészítő Rendszere (MCAS), amely váratlanul aktiválódott hibás állásszög adat miatt, és aktív maradt a pilóták hibái miatt, akik nem kaptak megfelelő képzést. A repülőgépet ezt követően világszerte leállították 2019 márciusától 2020 novemberéig, miközben az FAA kritikákat kapott azért, mert a legutolsó nagy hatóságként tiltotta le a gépeket. A vizsgálatok kimutatták, hogy a Boeing nem tájékoztatta megfelelően az üzemeltetőket az MCAS-ról, és hiányosságokat fedeztek fel az FAA tanúsítási folyamatában is. A balesetek és a leállítás közel 20 milliárd amerikai dollárba kerültek a Boeingnek bírságok, kártérítések és jogi költségek formájában 2020-ig, valamint több mint 60 milliárd dollár közvetett veszteséget okoztak, például 1 200 lemondott rendelésből adódóan. 2021-ben a Boeing 2,5 milliárd dolláros bírságot és kártérítést fizetett az amerikai Igazságügyi Minisztérium csalás összeesküvésének ügyében.
További vizsgálatok feltárták, hogy az FAA és a Boeing együttműködtek a tanúsítvány-megújító tesztrepülések során, és fontos információk eltitkolásával próbálkoztak, valamint az FAA megtorlást alkalmazott a bejelentőkkel szemben. Az FAA 2020. november 18-án engedélyezte újra a repülőgépet, kötelezően előírva bizonyos tervezési és képzési változtatásokat. A kanadai és európai hatóságok 2021 január végén követték a példát. 2021 decemberére, amikor a kínai hatóságok feloldották a repülési tilalmat, a világ 195 országából 180 engedélyezte a 737 MAX újbóli forgalomba állítását.
2024 januárjában az Alaska Airlines 1282-es járatán egy használaton kívüli kijárati ajtó zárja kiesett, ami ellenőrizetlen nyomáscsökkenést okozott a repülőgépen. Az FAA azonnal elrendelte az összes hasonló konfigurációjú 737 MAX 9 típusú repülőgép földre helyezését és átvizsgálását; az érintett repülőgépek január végén térhettek vissza a forgalomba. A vizsgálat kimutatta, hogy a dugót nem rögzítették teljesen a gyártás során; egy későbbi FAA audit során számos problémát tártak fel a gyártási folyamatban.

## Rendelések és átadások
|            | 2011 | 2012 | 2013 | 2014 | 2015 | 2016 | 2017 | 2018 | 2019 | 2020 | 2021 | 2022 | 2023 | 2024 | Összesen |
| Rendelések | 150  | 914  | 708  | 891  | 410  | 540  | 774  | 662  | −136 | −529 | 375  | 561  | 883  | 98   | 6301     |
| Átadások   | –    | –    | –    | –    | –    | –    | 74   | 256  | 57   | 27   | 245  | 374  | 387  | 101  | 1521     |

1. ↑  47 új és 183 törölt megrendelés
2. ↑  112 új és 641 törölt megrendelés
3. ↑  749 új és 374 törölt megrendelés

## Biztonsági kérdések
2018 októberében az indonéz Lion Air, 2019 márciusában az etióp Ethiopian Airlines Boeing 737 MAX 8 típusú repülőgépe zuhant le röviddel a felszállás után. Emiatt a világ számos repülési hatósága átmenetileg repülési tilalmat rendelt el a típusra.
Az FAA a feltárt hiányosságok miatt nem engedélyezte, hogy a Boeing 737 MAX típusú repülőgépek ismét forgalomba állhassanak. A gép gyártását 2019 márciusában felfüggesztették, a Boeing vezérigazgatóját, Dennis Muilenburgöt pedig (részben a típus hibái miatt) decemberben lemondatták.
Bár az MCAS szoftver egyik biztonsági komponensének hibáját, ami miatt a két gép lezuhant, sikerült kijavítani, később további hibákat találtak a farok irányítását ellátó huzalozásban (a túl közeli vezetékezés rövidzárlat veszélyét rejti), valamint egy másik szoftverhibát, amelyet a kulcsfontosságú rendszerek hibátlan működését felügyelő komponensben találtak (a szoftverek indításakor a felügyelő komponensek nem teljeskörűen indulnak). A javítások 20 milliárd dollárjába kerültek a Boeingnek.
A típus 2020 novemberében kapott újra repülési engedélyt az USA-ban.
2021 októberében vádat emeltek Mark Forkner, a Boeing korábbi tesztpilótája ellen, aki a vád szerint hamis és hiányos információkat adott a gépről az FAA-nak.
2024. január 5-én az Alaska Airlines Portlandből Ontarióba tartó Boeing 737-MAX 9 repülője 4,800 méteres magasságban elvesztette a vészkijáratának oldalpaneljét, így alig 35 perc után vissza kellett fordulnia. A gépen 177-en utaztak, egyikük sem szenvedett komolyabb sérüléseket.